# ووکاش گارگووا
ووکاش گارگووا (لهستانی: Łukasz Garguła؛ زادهٔ ۲۵ فوریهٔ ۱۹۸۱) یک بازیکن فوتبال اهل لهستان است.
از باشگاه‌هایی که در آن بازی کرده‌است می‌توان به ویسوا کراکوف اشاره کرد.
وی همچنین در تیم ملی فوتبال لهستان بازی کرده‌است.